# Харагиш
Харагиш (рум. Haragîș) — село в Кантемірському районі Молдови. Утворює окрему комуну.